# Zisurrû
Lo zisurrû (vocabolo di origine sumera che significa "cerchio magico tracciato con la farina") era un'antica arte magica praticata in Mesopotamia, che comprendeva un insieme di pratiche rituali volte a delimitare un'area, a purificare e proteggere dal male gli oggetti e le persone all'interno di essa, circondandola con un cerchio di farina. Nella realizzazione di tali simboli rituali veniva impiegata una grande varietà di farine di cereali, a seconda della specifica minaccia che si intendeva contrastare.

## Il rituale
Lo scopo principale dello zisurrû era quello di allontanare gli spiriti maligni. I cerchi di farina venivano tracciati principalmente attorno a statuette a cui venivano attribuite proprietà profilattiche (pratica impiegata da un rituale babilonese) o attorno ai letti dei malati. Alternativamente, tali cerchi venivano utilizzati nel compimento di rituali più complessi, come ad esempio un rituale contro le malattie provocate dagli spiriti e il rituale Mîs-pî. Un'altra citazione della pratica è presente nella tavoletta rituale dedicata ai cosiddetti incantesimi Maqlû, nella quale si danno istruzioni sul come circondare di farina un letto, completando il rituale recitando formule specifiche. 
È anche presente in un namburbi praticato in preparazione alla costruzione di un nuovo pozzo e nella diciassettesima tavoletta della serie Šumma ālu. È inoltre parte dei rituali svolti precedono la realizzazione di un tamburo, nei quali un circolo di farina viene tracciato attorno al toro di cui si intende utilizzare la pelle per realizzare la membrana di un tamburo..
In altri rituali il cerchio veniva pitturato con bianco di calce o pigmenti scuri sulle porte d'ingresso, a scopo apotropaico.
Il tipo di farina scelto era strettamente correlato allo spevifico scopo del rituale: la farina di šemuš era riservata alle pratiche di allontanamento degli spiriti maligni, la farina di grano ai rituali di invocazione di dei personali e la farina d'orzo per allontanare dai letti i demoni portatori di malattie.